# Kevin Padian
Kevin Padian (ur. 1951) – amerykański paleontolog specjalizujący się w badaniu ewolucji kręgowców, w szczególności dinozaurów i pterozaurów. 

## Życiorys
Badał ewolucję sposobu poruszania się dinozaurów, lotu pterozaurów, powstanie i ewolucję ptaków oraz zmiany w ekosystemach na przełomie triasu i jury. 
W 1980 uzyskał stopień doktora na Uniwersytecie Yale, po czym rozpoczął pracę na Uniwersytecie Kalifornijskim w Berkeley oraz jako kustosz działu paleontologii w University of California Museum of Paleontology. Był biegłym sądowym w sprawie Kitzmiller przeciwko Dover Area School w 2005, a jego opinie były wielokrotnie cytowane przez sąd.
Kevin Padian jest autorem ponad stu publikacji naukowych i kilkunastu książek, w tym California Science Framework K-12, a także laureatem licznych nagród. W 2003 otrzymał nagrodę Carla Sagana za propagowanie nauki, w 2008 tytuł Western Evolutionary Biologist of the Year. Jest prezydentem National Center for Science Education. W 2007 został wybrany do American Association for the Advancement of Science. Jest jednym z autorów naukowego opisu teropoda Agnosphitys oraz gatunku niewielkiego dinozauromorfa Dromomeron romeri.